# Asin (banda)
Asin (se escribe también como ASIN, en letras mayúsculas) es una banda filipina de Pinoy rock y folk rock. Se formaron durante en la década de los años 70, originalmente fueron conocidos como sal de la tierra de la canción de Joan Baez, pero más adelante el nombre del grupo cambiaría a la Filipinized "Asin", lo que significa que la sal en el idioma tagalo.

## Miembros de la banda
- Pendong Aban - miembro actual, que más tarde formaron el grupo de Ang Grupong Pendong
- Lolita Carbon - actual miembro
- Saro Bañares - fue asesinado en 1993 en una reyerta en el bar South de Cotabato en su natal Filipinas.
- Mike Pillora - exmiembro, actualmente retirado.

## Importancia de Asin
Asin fue el primer grupo en incorporar instrumentos indígenas filipinos en música pop / rock. También en estudió música incorporó los ritmos filipinos tribales que hicieron lo que podían para ser fieles a los orígenes de la música. En lugar de plagiando la música autóctona que se dedicaron en hacer conocer culturalmente a sus seguidores sobre el respeto de los orígenes de la música y la representación de acuerdo con fuentes de la tribu. Asin también fueron importantes en el mundo político y, aunque no pretende de ser un grupo político que reflejaba el mensaje político necesario para aquellos tiempos. Esto debe considerarse en el contexto de la ley marcial durante la época del Presidente Ferdinand Marcos. De vez en cuando sus grabaciones fueron confiscados como un subversivo aún en el otro lado se les invitó a participar en el Palacio Presidencial. 

## Premios
- Folksong Mejor del Año por "Orasyon" - AWIT Premios 1984
- Mejor Álbum del Año por "Himig ng Lahi" - AWIT Premios 1984
- Álbum del Año por "Himig ng Lahi - Jingle Revista Premios 1984
- Mejor Arreglo Vocal de Grupo en la "Lupa" - Cecil Premios 1986
- Departamento de Medio Ambiente y Recursos Naturales Likas Yaman Award por "Masdan y Kapaligiran" 1991
- Lolita de Carbono - Mejor Rock Recodificación de "Paraisong Liku-Liko", AWIT Premios 1990
- Para Pendong Aban, Jr. - Mejor Álbum de Música del mundo "Ang Grupong Pendong - Dito Sa Lupa"
- Album – Katha Music Awards 1995 Álbum - Katha Music Awards 1995
- Mejor Folksong para "Pagbabalik" - Aliw Premios 1979
- Nominada como Mejor Grabación de Rock por "Usok" en el 1 º Premio Cecil
- Mejor arreglo musical para "Dalawang Dekada ng Asin (Overture)", AWIT Awards 2002
- Ambiental de Campeones 2004 - DENR / publicación del Banco Mundial-Monitor de Medio Ambiente de 2004, puesto 20 de junio de 2005